# Hard Rock, Arizona
Hard Rock je naseljeno područje za statističke svrhe u američkoj saveznoj državi Arizona. Prema popisu stanovništva iz 2010. u njemu je živjelo 94 stanovnika.